# Órgano de la Basílica de Santa Clotilde

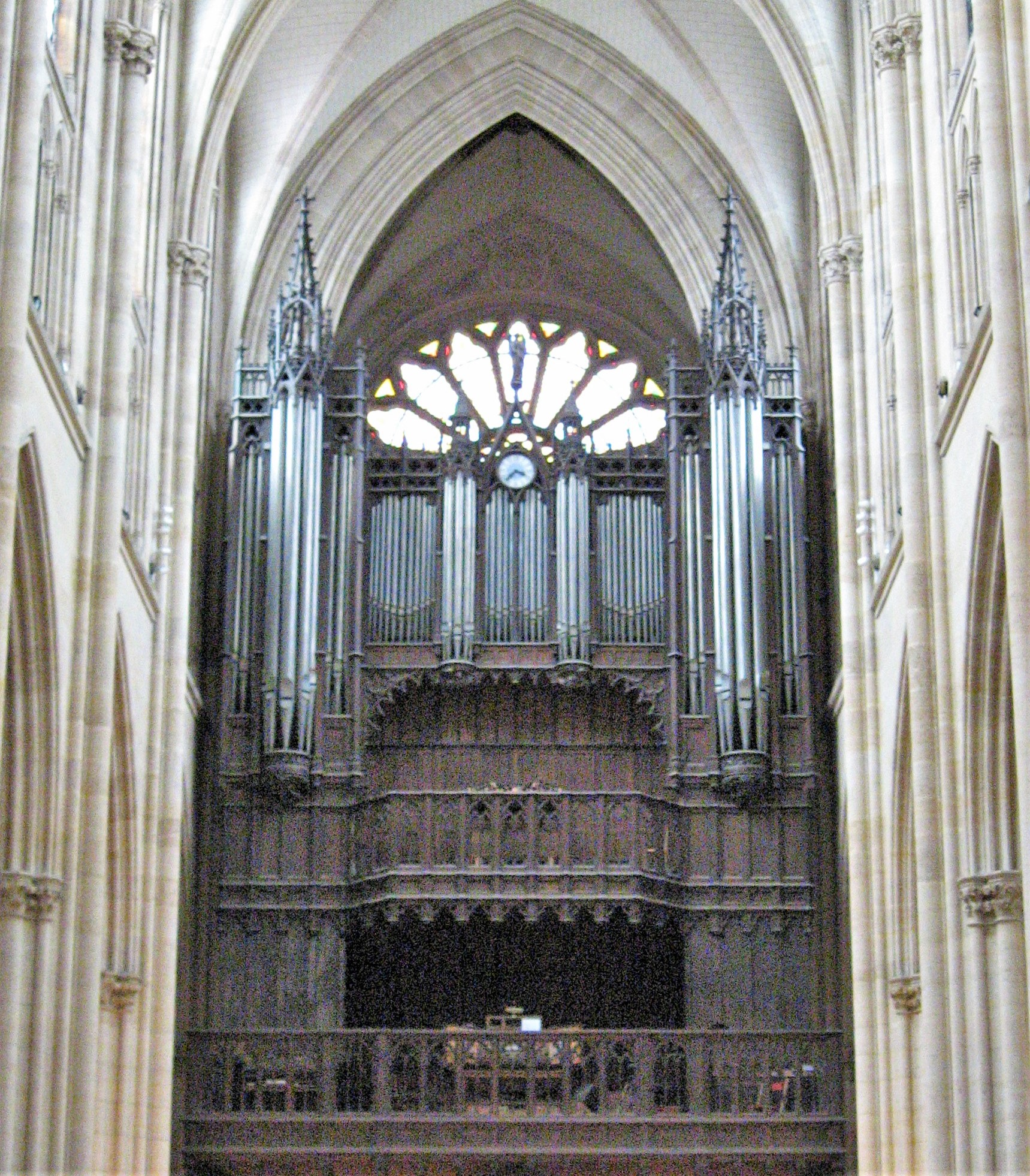
El órgano de la Basílica de Santa Clotilde.

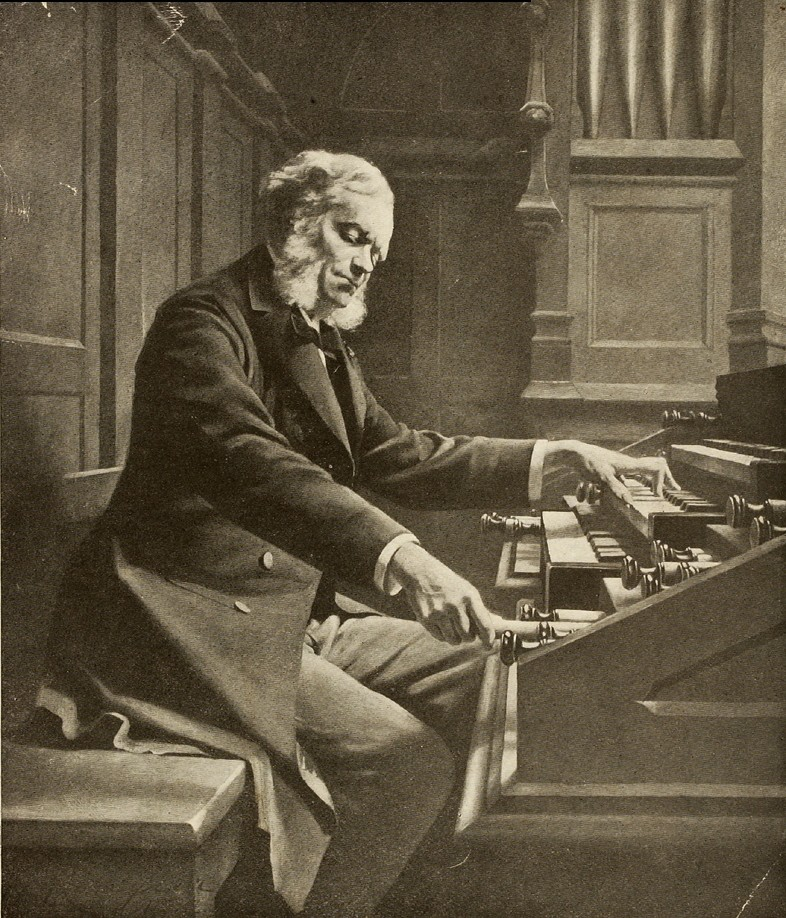
César Franck en el órgano de la Basílica de Santa Clotilde (tabla de Jeanne Rongier).

El órgano de la Basílica de Santa Clotilde es un instrumento emplazado en dicho templo ubicado en la ciudad de París, Francia, fue construido por Aristide Cavaillé-Coll en 1859 e inaugurado por César Franck, siendo el mismo Franck organista titular hasta su muerte en 1890. En un principio el órgano tenía 46 registros, pero luego de varias reformas fue expandido a 71, dotando al instrumento hoy en día un carácter romántico y neosinfónico, además se añadieron registros de lengüetas para interpretar la música barroca francesa. Es destacado como uno de los mejores instrumentos construidos por Cavaille-Coll por la calidad de su sonido.

## Historia
Durante el diseño de la Basílica de Santa Clotilde no se tuvo en cuenta la construcción de un órgano, y en un momento dado se asumió que sería imposible colocarlo en una galería trasera. El problema de espacio se resolvió mediante la adición de una estructura de acero para sostener la galería. Esta estructura permitió construir el órgano en el nivel superior de la galería, con espacio para el coro en el primer nivel.
Luego de iniciada la construcción y firmado el contrato con Aristide Cavaillé-Coll en 1849, el contratista comenzó la construcción de la estructura de acero, la galería y la caja del órgano. Durante este período, Cavaillé-Coll construyó el órgano. Hubo algunos retrasos y cambios en el diseño original, algunos de los cuales fueron a petición de César Franck. Cavaillé-Coll ajustó aún más las necesidades de espacio con la extensión de las torres laterales hacia adelante, hasta la parte frontal de la galería, quedando la consola rodeada por el órgano. Los salientes delanteros albergan el Grand Orgue y el Positif, no la división de los pedales, como es habitual en los instrumentos alemanes con una fachada similar. El primer organista titular fue Franck quién inauguró el instrumento el 19 de diciembre de 1859 junto con Louis Lefébure-Wély, y mantuvo el cargo hasta su muerte en 1890, en este instrumento estrenó la mayoría de sus obras.
En la inauguración, Franck interpretó su Final en si bemol y el Preludio y fuga en si menor de Johann Sebastian Bach. Franz Liszt cada vez que visitaba París subía al desván del órgano para escuchar a Franck interpretar sus obras más recientes. Gabriel Pierné sucedió a Franck en 1890, pero luego de ocho años dejó el cargo. Fue reemplazado por Charles Tournemire quien ocupó el puesto hasta su fallecimiento en 1939. Posteriormente, Jean Langlais fue nombrado nombrado organista titular 1945 y permaneció en el cargo hasta 1987. Actualmente Jacques Taddei es el organista titular.
Al igual que muchos órganos europeos, este instrumento tuvo varias modificaciones en cuatro periodos de construcción distintos 1859 a 1863, 1933, 1962 y 2005, ampliándose de 46 a 71 registros, además se equipó con las nuevas posibilidades técnicas disponibles en cada época, siendo su acción electrificada y luego digitalizada. Se lo dotó de un crescendo y se le añadió una consola móvil que permite al organista ser visto por el público y tocar con coros y orquestas.
Después de siete décadas el órgano estaba en mal estado. Las primeras obras de restauración comenzaron en 1930 y terminaron en 1933 las mismas fueron realizadas por la firma Beuchet-Debierre (sucesores de Cavaille-Coll-Mutin) bajo la dirección de Charles Tournemire. Además de reparar los fallos que aparecieron con el paso del tiempo, se construyó una nueva consola que incorporó varias características nuevas, especialmente acopladores y llamadas, además de extender la cantidad de notas de los manuales y pedalero, que siendo de 54 teclas los manuales y 27 el pedalero, era limitada para los usos compositivos de principios del siglo XX.
Como consecuencia de su antigüedad y un deficiente mantenimiento, las máquinas Barker originales dejaron de ser fiables, y en 1962 se emprendió un nuevo plan de restauración. Se optó por modernizar la mecánica de todo tipo antes de intentar reparar las máquinas Barker. Durante esta reconstrucción, se añadieron mandos eléctricos a las cajas, se instaló una nueva consola con pistones y pedal de crescendo, y se añadieron varios registros más a petición del organista titular Jean Langlais.
Jacques Barberis emprendió una limpieza y renovación del órgano en 1983, bajo la dirección de Jean Langlais. El único cambio durante estas reformas en la lista de registros fue el regreso del clarinete al Positif. La consola fue modificada de nuevo, el mecanismo de registro se cambió a uno de estado sólido con múltiples canales de memoria y un pedal de crescendo ajustable. En alguna refacción pasada se cambió la presión del aire del Positif. El resultado fue un cambio en el equilibrio entre el Grand Orgue y el Positif, con respecto al conocido por Franck y Tournemire.
Algunos cambios que habían alterado su carácter romántico han sido prácticamente borrados por la última restauración de 2005. En esta restauración y ampliación el órgano fue expandido de 60 a 71 registros, donde se añadió, entre otros, chamades y una contrabombarda de 32. La obra estuvo a cargo de Bernard Dargassies.

## Características
La caja del órgano, diseñada por el arquitecto François-Christian Gau de estilo neogótico, está instalada en el segundo piso de una alta galería de madera, esculpida por Pyanet y Th. Lechesne, situada sobre la puerta principal de la iglesia. Está excavada para crear la galería del órgano. A ambos lados tiene dos grandes torres redondeadas de 4,8 metros, flanqueadas por dos pisos, y una sección central formada por dos torres rodeadas por dos pisos estrechos y dos grandes pisos rectangulares. Otra característica importante de este instrumento es la orientación de la consola. Esta separada del órgano de tal forma que el organista queda mirando el altar. Antes del siglo XIX no era usual construir consolas invertidas separadas del órgano, puesto que las vueltas adicionales en los recorridos del mecanismo hacía que éste se volviera muy pesado. Con el uso de las máquinas Barker este problema fue solucionado.
Las divisiones Grand orgue y el Positif contienen los registros básicos de las divisiones francesas tradicionales. Los coros se basan en Montres de 16' y 8' respectivamente, y el Plain jeu sustituye tanto al Fourniture como al Cymbale presentes en instrumentos más antiguos. Lo que difiere a estas dos divisiones de sus predecesoras es la omisión de los registros de terceras, tercias y cornetas, y la adición de cuerdas y flautas armónicas. El Pédale contiene únicamente los registros que se habían vuelto comunes en los órganos de finales del siglo XVIII, como los construidos por Clicquot. Solo la Soubasse de 32' y la segunda lengüeta de 16' (el Fagot) son nuevas en comparación con los órganos clásicos tardíos. El Récit tiene una lista de registros casi completamente nueva en comparación con instrumentos más antiguos. De los registros incluidos, solo el Hautbois se habría encontrado en un instrumento clásico francés. La corneta habitual está ausente, al igual que en el Grand orgue. Además de estar cerrada —una característica nueva en los instrumentos franceses—, la división ahora se caracteriza por flautas y cuerdas armónicas. La presencia de los registros compuestos Unda maris del Positif y la Voix céleste del Récit, constituye un nuevo sonido en los órganos franceses, cuya presencia es importante aquí como un nuevo sonido en los instrumentos franceses.

## Disposición
Se comparan las disposiciones del momento de su construcción en 1859 y la actual.
| Grand Orgue      | Grand Orgue     | Grand Orgue | Grand Orgue      | Grand Orgue     |
| 1859 (54 notes)  | 1859 (54 notes) |             | 1962 (61 notes)  | 1962 (61 notes) |
| ---------------- | --------------- | ----------- | ---------------- | --------------- |
| Montre           | 16'             |             | Montre           | 16'             |
| Bourdon          | 16'             |             | Bourdon          | 16'             |
| Montre           | 8'              |             | Montre           | 8'              |
| Flûte harmonique | 8'              |             | Flûte harmonique | 8'              |
| Gambe            | 8'              |             | Gambe            | 8'              |
| Bourdon          | 8'              |             | Bourdon          | 8'              |
| Prestant         | 4'              |             | Prestant         | 4'              |
| Octave           | 4'              |             | Flûte            | 4'              |
| Quinte           | 2 2/3'          |             | Quinte           | 2 2/3'          |
| Doublette        | 2'              |             | Doublette        | 2'              |
| Plein Jeu        |                 |             | 3Plein Jeu       | IV              |
| Bombarde         | 16              |             | 2Cornet          | V               |
| Trompette        | 8'              |             | Bombarde         | 16'             |
| Clairon          | 4'              |             | Trompette        | 8'              |
|                  |                 |             | Clairon          | 4'              |

| Récit            | Récit           | Récit | Récit            | Récit           |
| 1859 (54 notes)  | 1859 (54 notes) |       | 1962 (61 notes)  | 1962 (61 notes) |
| ---------------- | --------------- | ----- | ---------------- | --------------- |
| Bourdon          | 8'              |       | 1Quintaton       | 16'             |
| Flûte harmonique | 8'              |       | Bourdon          | 8'              |
| Viole de gambe   | 8'              |       | Flûte harmonique | 8'              |
| Voix céleste     | 8'              |       | Gambe            | 8'              |
| Flûte octaviante | 4'              |       | Voix céleste     | 8'              |
| Octavin          | 2'              |       | 2Prestant        | 4'              |
| Basson-Hautbois  | 8'              |       | Flûte            | 4'              |
| Voix humaine     | 8'              |       | 1Nazard          | 2 2/3'          |
| Trompette        | 8'              |       | Octavin          | 2'              |
| Clairon          | 4'              |       | 1Tierce          | 1 3/5'          |
|                  |                 |       | 1Plein Jeu       | IV              |
|                  |                 |       | 1Bombarde        | 16'             |
|                  |                 |       | Trompette        | 8'              |
|                  |                 |       | Basson-Hautbois  | 8'              |
|                  |                 |       | Clarinette       | 8'              |
|                  |                 |       | Voix humaine     | 8'              |
|                  |                 |       | Clairon          | 4'              |
|                  |                 |       | 2Clairon         | 2'              |

| Positif          | Positif         | Positif | Positif          | Positif         |
| 1859 (54 notes)  | 1859 (54 notes) |         | 1962 (61 notes)  | 1962 (61 notes) |
| ---------------- | --------------- | ------- | ---------------- | --------------- |
| Bourdon          | 16'             |         | Bourdon          | 16'             |
| Montre           | 8'              |         | Montre           | 8'              |
| Gambe            | 8'              |         | Bourdon          | 8'              |
| Flûte harmonique | 8'              |         | Flûte harmonique | 8'              |
| Bourdon          | 8'              |         | Salicional       | 8'              |
| Salicional       | 8'              |         | Prestant         | 4'              |
| Prestant         | 4'              |         | Flûte            | 4'              |
| Flûte octaviante | 4'              |         | Quinte           | 2 2/3'          |
| Quinte           | 2 2/3'          |         | Doublette        | 2'              |
| Doublette        | 2'              |         | 3Tierce          | 1 3/5'          |
| Plein Jeu        |                 |         | 3Larigot         | 1 1/3'          |
| Clarinette       | 8'              |         | 1Piccolo         | 1'              |
| Trompette        | 8'              |         | Plein Jeu        | IV              |
| Clairon          | 4'              |         | Trompette        | 8'              |
|                  |                 |         | Clairon          | 4'              |

| Pédale          | Pédale          | Pédale | Pédale          | Pédale          |
| 1859 (27 notes) | 1859 (27 notes) |        | 1962 (32 notes) | 1962 (32 notes) |
| --------------- | --------------- | ------ | --------------- | --------------- |
| Quintaton       | 32'             |        | Sousbasse       | 32'             |
| Contrebasse     | 16'             |        | Contrebasse     | 16'             |
| Flûte           | 8'              |        | 2Sousbasse      | 16'             |
| Octave          | 4'              |        | 2Basse          | 8'              |
| Bombarde        | 16'             |        | Flûte           | 8'              |
| Basson          | 16'             |        | 3Prestant       | 4'              |
| Trompette       | 8'              |        | 1Flûte          | 4'              |
| Clairon         | 4'              |        | 2Doublette      | 2'              |
|                 |                 |        | Bombarde        | 16'             |
|                 |                 |        | Basson          | 16'             |
|                 |                 |        | Trompette       | 8'              |
|                 |                 |        | Clairon         | 4'              |